# 白鷹 (民兵組織)
白鹰 (塞爾維亞語：  / Beli orlovi )，也被称为复仇者(Осветници / Osvetnici )， 是一个与塞尔维亚民族复兴黨 (SNO) 和塞尔维亚激进党 (SRS) 有关联的准军事组织。  在南斯拉夫內战期间，白鹰在克罗地亚和波斯尼亚和黑塞哥维那作战。  
在 2003 年前南斯拉夫问题国际法庭對佛伊斯拉夫·塞塞利的起诉中，白鹰被列为共同犯罪集團的被指控方，法庭指控佛伊斯拉夫·塞塞利曾参与白鹰的活動。在起诉书中，该组织被標認为「『切特尼克』或 Šešeljevci （翻译成英文为「塞塞利之漢」）等稱號的志愿軍单位」。  SRS 领导人佛伊斯拉夫·塞塞利否认了这种关联。 

## 名稱
尽管该组织的成员有时被称为切特尼克 ， 人們不应將他們与二战期间和之后也称为白鹰的塞尔维亚反共游击队和 Chetniks 混淆。 白鹰一詞来自一个在二战期间成立的反共组织，战后继续以游击战反抗铁托政府。 白鹰指的是塞尔维亚的国家象征，皇冠下的双头白鹰。

## 历史
白鹰准军事组织于 1990 年末由 Dragoslav Bokan 和 Mirko Jović 成立。随着 Bokan 和 Jović 在 1992 年分道扬镳，该组织分成了不同的部分。   Jović 推動「一个没有穆斯林，也没有非信徒的基督、正统塞尔维亚」。  塞塞利称该组织是由 Jović 发起的，但其後组织成員不受他的控制。 根据塞塞利的说法，白鹰和阿尔坎之虎在南斯拉夫情报部门的協助下运作。 

## 战争罪行
準軍事部隊應該為這些殘酷的種族清洗事件負上責任。有兩個軍事單位在波黑的種族清洗運動中扮演重要角色，分別是與佛伊斯拉夫·塞塞利有關聯的切特尼克和與傑利科·拉茲尼亞托維奇（阿爾坎）有關聯的老虎。他們早就活躍於塞爾維亞共和國。塞塞利的追隨者據報在塞爾維亞伏伊伏丁那、科索沃等省份對少數族裔進行種族清洗。——聯合國波斯尼亞種族清洗委員會的報告
国际战争罪行法庭的证词表明，白鹰对克罗地亚和波斯尼亚战争期间的一系列暴行负有责任，包括： Voćin 大屠杀、  Višegrad 大屠杀 和在Foča 、 加茨科 等地的罪行。白鹰的多名成员被法庭起诉。   Mitar Vasiljević 被判 15 年徒刑。 前领导人 Milan Lukić 因其战争罪行被判无期徒刑，其中包括谋杀男人、女人和儿童。 
据报道，白鹰管理的拘留营位於 Liješće，鄰近布罗德。 

## 再次活躍
2010 年 12 月，一个名为「Beli Orlovi」（白鹰）的团体对於在科索沃北部杀害科索沃波士尼亞克族领导人 Šefko Salković 承認责任。该团体还对阻碍科索沃北部米特羅維察的選舉進程和襲擊北約駐科索沃部隊部队负责。  

## 外部連結
- 「白鹰——塞尔维亚激进党（SRS）」美国科学家联合会，1998 （页面存档备份，存于）
- （1993 年 11 月 22 日）Vreme News Digest Agency No 113 （页面存档备份，存于）